# Matti Kuparinen
Matti Kuparinen (16 października 1984 w Pori) – fiński hokeista, reprezentant Finlandii.

## Kariera
- Ässät U16 (1999-2000)
- Ässät U18 (2000-2002)
- Ässät U20 (1999-2003)
- Ässät (2003-2011)
- KalPa (2011-2012)
- Awangard Omsk (2011-2013)
- HIFK (2013-2015)
- Ässät (2015–2018)
- HC Bolzano (2018-2019)

Wychowanek i wieloletni zawodnik klubu Ässät, w latach 2007-2011 kapitan drużyny. Od 2011 do lipca 2013 zawodnik rosyjskiej drużyny Awangard Omsk. Od lipca 2013 zawodnik HIFK. Od kwietnia 2015 zawodnik Ässät. W czerwcu 2018 został zawodnikiem włoskiego klubu HC Bolzano. We wrześniu 2019 ogłosił zakończenie kariery.

## Sukcesy
Klubowe
- Srebrny medal mistrzostw Finlandii: 2006 z Ässät

Indywidualne
- Sezon SM-liiga 2011/2012: najlepszy zawodnik miesiąca - październik 2011